# Cis festivus
Cis festivus là một loài bọ cánh cứng trong họ Ciidae. Loài này được Panzer miêu tả khoa học năm 1793.